# 根芹
根芹（學名：Apium graveolens var. rapaceum），又称芹菜根、块根芹、萝卜根芹，是地中海盆地以及欧洲大陆栽培的芹菜类型。
和其他变种相比，根芹的叶和叶柄更小，主要食用的是它的块茎。

## 外部連結
1. ↑  Schuchert, Wolfgang. . Crop Exhibition. Max Planck Institute for Plant Breeding Research.   [28 January 2012]. （原始内容存档于20 May 2012）.